# Pardamean (Siantar Marihat)
Pardamean is een bestuurslaag in het regentschap Pematang Siantar van de provincie Noord-Sumatra, Indonesië. Pardamean telt 3366 inwoners (volkstelling 2010).